# Giurgiulești, Cahul
Giurgiulești este un sat din raionul Cahul, Republica Moldova. Localitatea este situată în extremitatea sudică a țării, la granița cu România și cu Ucraina, pe malul Prutului, la vărsarea acestuia în Dunăre. Portul adiacent localității este singurul port moldovenesc la Dunăre.

## Istorie

### Atestare
Giurgiuleștiul este atestat documentar pentru prima dată la 1527, cu denumire Turculești, la 1546, satul apare cu denumirea apoi Turțulești, iar la 1593 și Țurțulești (Jurjulești).

### Perioada țaristă
Informații suplimentare: Gubernia Basarabia

### În componența României Mari
Informații suplimentare: Unirea Basarabiei cu Româniași Basarabia în cadrul României Mari
Anuarul Eparhiei Chișinăului și Hotinului din 1922 înregistrează în Giurgiulești 352 gospodării de țărani români. În calitate de preot la Biserica Sfântul Gheorghe își efectua serviciul divin Petre Sofronianu de 43 de ani, absolvent al seminarului teologic, în slujbă pe loc din anul 1904. Cântăreț la biserică era Alexandru Tutovan, de 25 ani, absolvent al școlii spirituale, fiind în serviciu sacru la aceeași biserică începând cu anul din 1920.
     Români (98,4%)
     Bulgari (0,5%)
     Alte etnii (1,1%)
Conform datelor statistice publicat în anul 1923, în satul Giurgiulești sunt înregistrate 292 clădiri, 292 gospodării, 746 bărbați și 701 femei. Săptămânal se organizează un târg în ziua de luni. În activități agricole erau implicați majoritatea țăranilor cultivând grâu, porumb etc., o moară cu aburi. În domeniul socio-administativ funcționau o școală primară mixtă (fete și băieți), biserică ortodoxă, agenție de percepere, post de jandarmi, poștă rurală, telefon/telegraf, primărie, 2 cârciumi, bancă populară.
În Anuarul din 1924, numărul de locuitori ai satului Giurgiulești este de 1375 persoane. Personalul administrativ al satului era reprezentat de primarul Ion Spamoglu și notar – Panait Ionescu. În domeniul deservirii populației activau: 1 băcănie (Ion Milev), 1 cârciumă (Meleșchin Efrosini), 1 cizmar (Nicolae Matei). În calitate de proprietari de moșii sunt indicați: Teodor Croitoru (91,5 desetine) și Constantin Trifa (91,5 desetine).
Până la aprobarea  Legii pentru Unificarea Administrativă intrată în vigoarea la 14 iunie 1925, satul Giurgiulești era inclus în județul Cahul, plasa Vulcănești. Începând cu anul 1925 Giurgiuleștiul aparține județului Ismail, plasa Reni. În perioada interbelică Giurgiulești a fost centru de comună de sine stătătoare (constituia comună alcătuită dintr-o singură localitate).
La recensământul general al populației din 1930 au fost numărați 1944 de locuitori, inclusiv: români – 1914 persoane; unguri - 1 persoană; ruși – 4 persoane; bulgari – 8 persoane; greci – 2 persoane; găgăuzi - 6 persoane și 9 locuitori de etnie țigănească. Limba română, în calitate de limba maternă, și-au declarat 1917 persoane; limba rusă – 3 persoane; limba bulgară - 9 persoane; limba greacă – 2 persoane; limba turcă/tătară  – 4 persoane și 9 persoane vorbitoare de limbă țigănească.

### Perioada sovietică
Informații suplimentare: Republica Sovietică Socialistă Moldovenească
În perioada sovietică în satul Giurgiulești se afla sediul „Sovietski Dunai” (Dunărea Sovietică). În anul 1979 producția totală a constituit 3,3 mln ruble, inclusiv: fructe și struguri - 1,12 mln ruble., zootehnie - 0,90 mln ruble, culturi legumicole - 0,83 mln ruble, culturi tehnice - 0,16, cereale - 0,58. În domeniul socio-economic activează o școală medie, casă de cultură cu instalație pentru cinematograf și grădiniță pentru copii.

## Simboluri
Stema și drapelul au fost aprobate prin Decizia Consiliului sătesc nr. 8.7 din 10 octombrie 2017; înregistrate prin Decretul Președintelui Republicii Moldova nr. 590-VIII din 30 ianuarie 2018.
Descrierea stemei: scut tăiat ondulat; sus, în câmp albastru, trei stejari de aur, crescând din linia de tăiere; jos, în câmp de argint, trei focuri roșii. Capul scutului de argint, încărcat cu o cruce-firet roșie. Scutul timbrat de o coroană navală de aur, cu velele albe și purtând câte o cruce-firet roșie.
Drapelul reprezintă o pânză pătrată, tripartită în fascie (1:2:1), alb-albastru-alb, și purtând în brâul de sus o cruce-firet roșie, iar în cel din mijloc trei stejari galbeni, crescând din linia marginii de sus a brâului de jos.

## Populație
Structură etnică
     localnici declarați moldoveni (84,93%)
     localnici declarați români (13,33%)
     ucraineni (0,52%)
     găgăuzi (0,24%)
     ruși (0,24%)
     alte etnii / nedeclarată (0,74%)
Conform datelor recensământului din 2014, populația localității este de 2.866 locuitori, dintre care 1.407 (49,09%) bărbați și 1.459 (50,91%) femei. Structura etnică a populației în cadrul localității arată astfel:
- moldoveni — 2.434;
- români — 382 (nu este vorba de cetățeni ai statului România ci de cetățeni ai Republicii Moldova care s-au declarat „români” la recensământ);
- ucraineni — 15;
- găgăuzi — 7;
- ruși — 7;
- altele / nedeclarată — 21.

## Administrație și politică
Componența Consiliului local Giurgiulești (13 consilieri), ales la 5 noiembrie 2023, este următoarea:
|  | Partid                                        | Consilieri | Componență | Componență | Componență | Componență | Componență | Componență |
|  | --------------------------------------------- | ---------- | ---------- | ---------- | ---------- | ---------- | ---------- | ---------- |
|  | Partidul Democrat Modern din Moldova          | 6          |            |            |            |            |            |            |
|  | Partidul Acțiune și Solidaritate              | 5          |            |            |            |            |            |            |
|  | Partidul Dezvoltării și Consolidării Moldovei | 2          |            |            |            |            |            |            |

## Economie
În imediata apropierea a localității este amplasat unicul punct fluvio-maritim direct de distribuție și transbordare în/din Republica Moldova. Întreaga suprafață a Portului Internațional Liber Giurgiulești (PILG) are statut de zonă economică liberă până în anul 2030. Grație amplasării sale pe cursul inferior al Dunării, cu adâncimi disponibile ale apei de până la 7 m, PILG este capabil să primească atât nave fluviale, cât și nave maritime.

## Personalități născute aici
- Sergiu Cornea (n.[1963), politolog, istoric.